# Полесская область
Поле́сская область (бел. Палеская вобласць) — административная единица на территории Белорусской ССР, существовавшая с 15 января 1938 года по 26 апреля 1954 года, когда была упразднена в ходе укрупнения областей. На момент своего создания располагалась на юге Белорусской ССР, а с 1939 года, после присоединения Западной Белоруссии, область была уже на юго-востоке Белорусской ССР.
Административный центр — город Мозырь.
По территории области протекала река Припять.

## История
Область была образована на территории Восточного Полесья 15 января 1938 года на основании Закона СССР от 15.01.1938 об изменении и дополнении Конституции (Основного Закона) СССР. 20 февраля 1938 года ЦИК БССР установил деление области на районы и установил центром области город Калинковичи. При этом город Мозырь устанавливался временным центром области «до перенесения областных учреждений в г. Калинковичи». В дальнейшем от идеи переноса центра области в Калинковичи отказались.
В составе области первоначально находилось 15 районов — Брагинский, Василевичский, Глусский, Домановичский, Ельский, Житковичский, Комаринский, Копаткевичский, Лельчицкий, Мозырский, Наровлянский, Паричский, Петриковский, Туровский, Хойникский. 28 июня 1939 года был образован Октябрьский район, 3 июля 1939 года — Калинковичский район. На 1 января 1941 года 17 районов области были разделены на 211 сельсоветов. В области насчитывалось 3 города (Калинковичи, Мозырь и Петриков), 10 городских посёлков (Брагин, Глуск, Ельск, Житковичи, Копаткевичи, Лельчицы, Наровля, Паричи, Туров, Хойники) и 1 рабочий посёлок (Копцевичи).
Перед Великой Отечественной войной в области проживало около 670 тысяч жителей на территории примерно 26 тыс. км².
Во время немецкой оккупации в 1941—1944 годах большая часть Полесской области по линии 20 км севернее железной дороги Кобрин-Гомель была включена в состав рейхскомиссариата Украина. Другая часть Полесской области была включена в состав рейхскомиссариата Остланд.
20 сентября 1944 года в связи с созданием Бобруйской области в её состав были переданы Глусский, Октябрьский и Паричский районы. По состоянию на 1 января 1947 года территория области составляла 21,7 тыс. км², насчитывалось 14 районов, 3 города, 8 городских посёлков, 1 рабочий посёлок и 175 сельсоветов.
8 января 1954 года Указом Президиума Верховного совета СССР область была упразднена, территория отошла к Гомельской области. 26 апреля того же года Верховный Совет СССР утвердил ликвидацию области.

## Руководители
- Лобанок, Владимир Елисеевич[6] 1948—1953, первый секретарь Полесского областного комитета КП(б) Белоруссии.